# 원진운수
원진운수(元進運輸)는 인천광역시의 시내버스(간선)를 운영하는 버스회사이다. 본사는 인천광역시 인천광역시 서구 원창로 81, 4층 (원창동)에 있다. 6번, 320번, 22번 등 3개 노선을 보유·운행하고 있다. 차고지는 원창동 소재 원진운수차고지와 인천대학교 옆 송도국제도시내 버스공영차고지로 인천교통공사, 대인교통, 더월드교통과 같이 쓰고 있다. 2014년, 2019년, 2020년 인천시내버스 경영서비스평가 1등급 선정, 2013년, 2018년도에는 국토교통부로부터 교통안전우수회사로 선정되기도 하였다.

## 주요 연혁
- 1992년: 백마운수로 인천마을버스 회사 설립.
- 1992년  7월 22일: 마을버스 부평 16번(前 566번: 새사미아파트 - 한양아파트 - 백운역)노선을 낙찰받아 운행.
- 1994년: 백운역 - 한양아파트 - 금호아파트 - 화랑농장 - 백운역 순환노선 부평 16-1번 노선을 신설개통하였다.
- 1994년: 16-1번 마을버스 노선을 백운역 - 부평시장 - 부평역 - 부평경찰서 - 한양아파트 - 백운역으로 노선을 변경하여 운행하였다.
- 1996년: 16-1번 마을버스 노선을 백운역 - 한양아파트 - 산곡동 - 청천새마을금고 로 변경하여 현재는 567번으로 운행하고 있다.
- 2000년  4월 2일: 주식회사 인천버스 설립. 이인철 대표이사 취임.
- 2000년  6월 28일: 본사를 인천광역시 남구 학익동 493-3으로 이전.
- 2001년  10월 9일: 인천 마을버스의 시내버스 전환으로 백마운수, 안남운수, 삼곡운수, 주안교통, 부일운수(부평11번), 관교운수와 연합하여 스위트버스 회사를 설립.
- 2003년  7월: 스위트버스에서 분리독립하였고, 용현운수의 계열사인 인천버스와 22번 시내버스를 인수하였다.
- 2003년  12월: 인천선진교통의 24번 시내버스를 인수하여 운행하였다.
- 2003년  12월 15일: 상호를 현 명칭인 원진운수 주식회사로 변경. 본사를 인천광역시 부평구 산곡동 369-265로 이전. 이길영 대표이사 취임.
- 2004년  1월: 경향여객의 6번 시내버스를 인수하여 운행하였고, 회사명도 인천버스에서 원진운수로 사명을 변경하였다.
- 2004년  6월 5일: 6번 시내버스 노선의 기,종점인 연수구 동춘동에서 송도신도시로 기,종점이 변경 및 연장하여 운행개시 하였다.
- 2005년  5월: 24번(연안부두-동인천-가좌동-부평역)과 24-1번(가좌동-부평역-계산동) 노선이 분리되어 운행하였다.
- 2006년 11월: 24번 시내버스를 부일운수에 매각하였다.
- 2008년  1월: 24-1번 노선도 부일운수에 매각하였다.
- 2008년  12월 3일: 본사차고지를 인천광역시 서구 가좌동 326-5로 이전. 류광신 대표이사 취임.
- 2009년  1월 30일: 인천시내버스 준공영제 개시와 노선변경으로 22번 시내버스 노선이 "신포시장-신흥로터리-남구청" 노선이 "배다리-도원역-제물포역"으로 변경하였다.
- 2009년  2월 25일: 인천광역시 부평구 산곡동 369-265에 지점 설치.
- 2009년  11월 3일: 본사를 인천광역시 서구 석남동 223-381로 이전.
- 2010년: 보유했던 지선버스 566번과 567번 노선을 삼환운수에 매각하였다.
- 2014년  4월 28일: 송도국제신도시 시내순환버스 6-2번 버스노선을 신설개통하였다.
- 2010년  12월 10일: 산곡동 소재 지점을 폐지.
- 2015년  10월 12일 ~ 2016년  1월 31일: 파행운행으로 면허가 취소된 인천여객의 63번 시내버스를 공동배차 운행하였다.
- 2016년  7월 30일: 인천시내버스 개편에 따라 6번 시내버스 노선의 경로가 변경되었다.
- 2017년  8월 1일: 본사를 인천광역시 서구 원창로 81, 4층 (원창동)으로 이전.
- 2018년  9월 15일: 보유했던 시내버스 노선인 6-2번이 폐선되고, 삼환교통으로부터 320번 공항좌석버스 노선을 양도받아 대인교통과 공동배차 운행한다.
- 2019년  4월 1일: 새로 출고된 신형버스에 에어서스펜션이 장착된 버스가 출고 운행하였다.
- 2020년  5월 8일: 320번 시내좌석버스에 인천시내버스 최초로 차선이탈경보장치(LDWS)와 긴급자동제어시스템(AEBS)가 장착된 버스 3대 출고하여 운행중이다[1].
- 2020년  10월 27일: 시내버스 노선개편에 따라 전 노선(3개노선)이 변경이 된다.
- 2020년  12월 31일: 인천시내버스 노선대개편으로 인해 320번 노선이 송도차고지에서 더샵센트럴시티로 기점변경과, 22번 미추홀도서관으로 변경, 6번노선이 변경되어 운행한다.
- 2024년  2월 4일: 22번 시내버스에 현금없는 버스노선으로 지정되어 원진운수 전 노선 통합요금단말기가 철거[2].되었다.
- 2024년  6월 15일: 신차량으로 일렉시티 FCEV[3]를 출고하여 6번, 22번 시내버스에 운행하고 있다.

## 운행 노선

### 간선버스
| 운행노선 | 운행구간        | 운행구간 | 운행구간        | 경유지 | 배차간격 (분) | 인가 대수 | 비고 |
| -------- | --------------- | -------- | --------------- | --- | ------------- | --------- | ---- |
| 6번      | 송도공영차고지  | ↔        | 송도공영차고지  | 송도스마트벨리 ,송도컨벤시아, 동막역, 선학역, 롯데백화점(인천터미널), 만수3지구, 서창2지구, 논현지구, 남동산단, 인천가톨릭대                   | 10 - 13       | 19        |      |
| 22번     | 원창동 원진운수 | ↔        | 시흥시 은행지구 | 엠파크타워, 동인천역, 도원역, 제물포역, 인천기계공고, 롯데백화점(인천터미널), 모래내시장, 미추홀도서관, 남동구청, 인천대공원, 신천역, 은행초교 | 14 - 17       | 21        |      |

### 공항좌석버스
| 운행노선 | 운행구간           | 운행구간 | 운행구간 | 경유지                                                                        | 배차간격 (분) | 인가 대수 | 비고                |
| -------- | ------------------ | -------- | -------- | ----------------------------------------------------------------------------- | ------------- | --------- | ------------------- |
| 320번    | 송도더샵센트럴시티 | ↔        | LH7단지  | 셀트리온, 신송고, 해양경찰청, 인천대교 통과, 운서역, 영종고, 전소, 한양수자인 | 22 - 24       | 4(4)      | 대인교통과 공동배차 |

## 과거 보유 노선

### 간선버스
- ● 6-2번: 송도버스공영차고지 - 셀트리온(주) - 미관광장 - 지식정보단지역(4번출구) - 웰카운티 - 인천카톨릭대학교 입구 - 인천카톨릭대학교 - 인천대입구역 - 인천송일초등학교 - 송도더샵퍼스트파크 15단지 - 송도더샵퍼스트파크 14단지 - 송도더샵마스터뷰21단지 - 예송중학교 - 더샵퍼스트파크 13단지 - 송도아트윈푸르지오 - 송도센트럴파크역 - 경제자유구역청 - 커넬워크 - 송도2동 주민센터 - 엑스포빌리지 10단지 - 더샵엑스포빌리지 - 더샵하버뷰 - 송도 힐스테이트 - 송도풍림아이원 2단지 - 금호어울림아파트 - 신송고등학교 - 한진해모로아파트 - 캠퍼스타운역 - 송도테크노파크 IT센터 - 연세대학교 국제캠퍼스 - 인천글로벌캠퍼스 - 문화공원 - 글로벌캠퍼스푸르지오 - 송도더샵그린스퀘어 - 지식정보단지역 - 웰카운티 - 인천카톨릭대학교 입구 - 인천카톨릭대학교 - R&D 써비스 - 인천대학교 자연과학대학 - 인천대학교 공과대학 - 송도버스공영차고지 <2018년 9월 14일까지 운행 후 폐선>

- ● 24번: 연안부두 - 전통게장길조앞 - 국제여객터미널 - 연안여객터미널 - 라이프쇼핑 - 연안부두 어시장 - 정기무역 - 남항부두 - 연안아파트 - 신선초등학교 - 조달청비축기지 - 출입국관리사무소 - 삼익아파트 - 경남아파트 - 제2국제여객터미널 - 인천여자상업고등학교 - 신포시장 - 동인천역 - 화평철교 - 동인천역 북광장[4] - 송현시장 - 솔빛마을 - 솔빛마을 주공아파트 - 동국제강 - 현대제철[5] - 서흥초등학교 - 현대,동부시장 - 재능대학교 - 송림고개 - 서화초등학교 - 인천교3거리 - 인천의료원 - 성보공업 - 코스모화학 - 가재울4거리 - 가좌고등학교 - 가림고등학교 - 한신휴아파트 - 가좌현대아파트 - 새사미아파트(세일고등학교) - 명신여자고등학교 - 삼보아파트 - 한양쇼핑 - 한양아파트 - 무지개아파트 - 대륭맨션 - 산곡여자중학교 - 팔도주유소 - 인평자동차고등학교 - 양로원 - 부평서중학교 - 현대아파트 - 2001아울렛 부평점 - 부원중학교 - 부평역 - 진선미예식장(한남시티플라자) - 부평시장로터리(종점) <2006년 11월 부일운수에 매각.>

- ● 24-1번: 가좌 범양아파트 - 한신휴아파트 - 가좌주공아파트 - 가좌초등학교 - 가좌4동 주민센터 - 가좌교회 - 가재울4거리 - 가좌고등학교 - 가림고등학교 - 한신휴아파트 - 가좌현대아파트 - 새사미아파트(세일고등학교) - 명신여자고등학교 - 삼보아파트 - 한양아파트 - 미추홀아파트 - 산곡여자중학교 - 팔도주유소 - 인평자동차고등학교 - 양로원 - 부평서중학교 - 현대아파트 - 2001아울렛 부평점 - 부원중학교 - 부평역 - 진선미예식장(한남시티플라자) - 부평시장 - 부흥5거리(소망병원) - 나누리병원 - 더필립요양병원 - 굴포천역(신복4거리) - 롯데마트 삼산점 - 삼산주공7단지 - 삼산주공6단지 - 삼산주공1단지 - 삼산1지구 주공1단지 - 삼산4거리 - 엠코타운 - 작전동 풍림아파트 - 광명아파트 - 한림병원 - 계양CGV - 계양경찰서 - 홈플러스 계양점 - 롯데마트 계양점(임학역) <2008년 1월 세운교통에 매각>

### 지선버스
- ● 566번: 가좌 범양아파트 - 범양상가 - 가좌현대아파트 - 새사미아파트(세일고등학교) - 명신여자고등학교 - 삼보아파트 - 산곡중학교 - 한양아파트 - 무지개아파트 - 대륭맨션 - 산곡여자중학교 - 운화교회 - 인평자동차고등학교 - 현대3단지 아파트 - 현대자동차 백운지점 - 백운역(종점) <2010년 삼환운수에 매각후, 2016년 시내버스 개편에 따라 556번이 대체.>
- ● 567번: 백운역 - 현대아파트 113동 - 현대3단지 - 인평자동차고등학교 - 팔도주유소 - 산곡여자중학교 - 대륭맨션 - 무지개아파트 - 롯데마트 부평점(산곡동 입구) - KB국민은행 산곡동지점 - 산곡동 천주교회 - 대우아파트(청천동 새마을금고) (반환시: 청천하우스디아파트 - 부평우체국 - 현대5차아파트 - 한화아파트 - 한화2차 아파트 - 한양아파트) <2010년 삼환운수에 매각>

## 보유 차량
- 현대 그린시티
- 현대 뉴 슈퍼 에어로시티
- 현대 일렉시티 FCEV